# Colegio del Mundo Unido Costa Rica
Colegio del Mundo Unido Costa Rica (CMUCR). United World College of Costa Rica (UWCCR). Es un colegio internado mixto ubicado en Santa Ana, San José, Costa Rica. Forma parte del programa Colegios del Mundo Unido (United World Colleges). Es el undécimo UWC en abrirse y el único que se considera bilingüe (Inglés/Español). El Colegio del Mundo Unido de Costa Rica imparte el programa de Bachillerato Internacional. Al igual que los otros colegios del movimiento UWC los estudiantes que entran al Colegio del Mundo Unido de Costa Rica son seleccionados por comités nacionales en distintos países del mundo. 

## Historia
La historia del CMUCR/UWCCR inicia en el año 1996 cuando Helmut Kutin, italiano, quien entonces era el Presidente del Consejo de Aldeas SOS, propuso crear un Colegio Internacional SOS que funcionara en América Latina su idea era crear un espacio de excelencia académica para jóvenes provenientes de distintas Aldeas SOS de América Latina. En 1999, la construcción del Colegio Internacional SOS Hermann Gmeiner comenzó en el pintoresco rincón de Santa Ana, San José.
El 14 de enero de 2000, se inauguró el primer curso lectivo en el Colegio Internacional SOS Hermann Gmeiner - Costa Rica. Desde entonces siguió funcionando bajo el mismo nombre hasta el año 2006 fecha en la que el colegio oficialmente pasó a formar parte de la organización de Colegios del Mundo Unido y adopta el nombre de Colegio del Mundo Unido Costa Rica.
La transición de SOS a UWC fue financiada por la Fundación per Grieg por medio de becas durante los primeros cinco años del colegio lo que representó un aporte económico muy importante.Es importante mencionar que las primeras promociones del colegio fueron en función de Bachillerato Nacional, ya que el mismo estaba en transición.
Programas = = 

## Selección y Admisiones de Estudiantes
Cada año, el Colegio hace ofertas de becas a los Comités de Selección Nacional UWC para crear un cuerpo estudiantil que refleje las prioridades y la identidad del Colegio, pero que este dentro del contexto de sus recursos financieros. 
UWCCR se compromete a tener una fuerte proporción de estudiantes de América Latina, al menos el 50%, una población significativa de estudiantes de niveles socioeconómicos desfavorecidos, y un total a nivel mundial de gran diversidad. 
El perfil que se espera de los estudiantes por el Colegio del Mundo Unido de Costa Rica se comunica a los Comités Nacionales. Una vez que un estudiante aplica, un pequeño grupo de personas lo evalúa con respecto a este perfil de entrada y los que se comparan favorablemente son admitidos. 

## Programas Académicos

### Bachillerato Internacional
El Colegio proporciona a los estudiantes un programa académico preuniversitario para los grados 11 y 12. Está diseñado para alentar el pensamiento independiente y el desarrollo de las perspectivas globales de desarrollo. Los estudiantes del Diploma del BI están obligados a estudiar seis materias en diferentes áreas: Lengua A (lengua materna), Lengua B (segunda lengua), Ciencias Experimentales, Individuos y Sociedades, Matemáticas y Artes. Las áreas se complementan con un curso de Teoría del Conocimiento y el Programa de Creatividad, Acción y Servicio. 
HL significa asignatura de Nivel Superior, SL significa asignatura de Nivel Medio. Los temas que se ofrecen son: 
 'Grupo 1: Lengua A1 (nativo)'
- Inglés A1 HL o SL
- Español A1 HL o SL
- Lengua A1 Escuela apoyo autodidacta SL.

 'Grupo 2: Lenguas Modernas (Segundo Idioma)'
- Español ab initio SL
- Inglés B HL o SL
- Español B HL o SL
- Francés B SL o HL
- Inglés A2 HL o SL
- Español A2 HL o SL.

 'Grupo 3: Individuos y Sociedades'
- Economía HL o SL está disponible en inglés solamente
- Historia HL o SL disponibles en inglés y español
- Peace and Conflict Studies SL está disponible en inglés solamente
- Antropología Social y Cultural HL o SL sólo disponible en español
- Psicología HL y  SL en inglés solamente.

 'Asunto Trans disciplinarias:'
- Sistemas Ambientales y Sociedades SL está disponible en inglés y español

 'Grupo 4: Ciencias'
- Biología HL o SL sólo disponibens en inglés
- Química HL o SL sólo disponibles en inglés
- Física HL o SL sólo disponibles en inglés

 'Grupo 5: Matemáticas'
- Estudios Matemáticos SL disponible en inglés y español
- Matemáticas Standard SL disponible sólo en inglés
- Matemáticas Superior HL disponible en inglés solamente

 'Grupo 6: Electivas'
- Artes Visuales HL únicamente en español (pero personas angloparlantes también pueden tomarlo)
- Teatro HL disponible en español solamente

### Programa de Consejería de la Universidad
Se espera que el 90% o más de los graduados UWCCR entrará a sus estudios superiores poco después de la graduación, aunque varios de ellos se tomaran un par de años para viajar y hacer voluntariados, mientras que otro poco cumplirán con las obligaciones de servicio nacional. 
Por lo tanto, el programa de Consejería de la Universidad fue creada para apoyar y asesorar a los estudiantes con sus planes individuales, en particular, selección de universidad y proceso de solicitud. 
Debido a que muchos estudiantes UWCCR provienen de medios desfavorecidos socioeconómicamente, se hace especial hincapié en la identificación de oportunidades de becas. 
El Consejero de la Universidad también es responsable de introducir y apoyar a los estudiantes UWCCR a los colegios, universidades, comités de becas, programas de año sabático, y otras entidades pertinentes. Por ejemplo, más de cincuenta colegios y universidades reclutan a estudiantes UWCCR, ofrecen presentaciones y entrevistas y el Consejero del Colegio será el anfitrión de estas visitas. 

## Programas de co-curriculares

### Programa CAS
El programa CAS es una parte integral del programa de Diploma del Bachillerato Internacional. Su diseño y concepto en el UWCCR refleja la filosofía de organización de los Colegios del Mundo Unido, poniendo un fuerte énfasis en el servicio público y la responsabilidad social. 
El programa de CAS en el UWCCR se caracteriza por la realización de actividades para los alumnos que generan un impacto en sus vidas. Este conjunto de actividades está dividido en las tres áreas principales de CAS: Creatividad, Acción y Servicio. 
- 'Creatividad'

Los programas de la creatividad se enseña en UWCCR se caracterizan por su capacidad de adaptación y cambian cada semestre. Los programas de creatividad son una oportunidad para desarrollar el fuerte liderazgo de los estudiantes y darles la oportunidad de dirigir algunas de las actividades además de los que ya son impartitidos por parte de adultos, profesores o instructores externos durante el año escolar. 
- 'Acción'

La mayoría de los programas de acción en el UWCCR son impartidos por instructores profesionales. Uno de los objetivos del programa es la creación de equipos deportivos que entrenan y participan en diferentes torneos en las escuelas secundarias. 
- 'Servicio'

Los programas de servicio en la UWCCR se caracterizan por el enfoque en el servicio de la comunidad. Existen diferentes instituciones y sectores de la comunidad que a lo largo de estos años se han convertido en tradiciones dentro de los programas de servicios. 

### Tema de la semana
El programa de tema de la semana ofrece a los estudiantes la oportunidad de desarrollar un tema relevante durante una semana. En general, estas semanas temáticas se relacionan con los tres pilares de la Escuela. Algunos ejemplos son las semanas culturales de las regiones donde se realizan exposiciones, debates, o la preparación de platos típicos. Los temas desarrollados pueden estar relacionados con la realidad mundial o en el área de servicio de la comunidad. En general, las semanas temáticas organizadas por los dirigentes de los pilares y un grupo de estudiantes para proporcionar a la comunidad una agenda de actividades diferentes. 

### Global Issues
El objetivo del Programa de Global Issues es analizar en la comunidad temas relevantes en el mundo. Los oradores son invitados son para cubrir los diferentes temas, fomentando debates con una base teórica. Las presentaciones y los debates tienen lugar durante el tiempo académico, por lo menos una vez al mes, lo que permite a los estudiantes estar en contacto constante con los oradores invitados externos y con los problemas mundiales. 

### Conociendo Costa Rica
El objetivo del programa de Conociendo Costa Rica es proporcionar a los alumnos la oportunidad de conocer el país anfitrión más de cerca. Este programa se lleva a cabo adicional a las actividades académicas, el servicio de la comunidad o de cualquier otro de los estudiantes que normalmente realizan. 
Como en los otros programas, los viajes están relacionados con los tres pilares de la Escuela. Su objetivo es visitar diferentes lugares tales como parques nacionales, sitios arqueológicos, comunidades organizadas, entre otros. 

### Semana de proyecto
La Semana de proyecto es una semana en que los alumnos desarrollan su propio proyecto en Costa Rica o en otro país dr América Central. Los proyectos deben incluir un componente de servicio con el objetivo de fortalecer en los estudiantes la importancia de trabajar en todo el mundo de servicio comunitario. 

### Servicio al Campus
Servicio al Campus es un programa amplio que ofrece la participación de los estudiantes en diversas áreas tales como la jardinería, cocina, reciclaje, y la biblioteca, entre otros. 

### Programa de Deportes
El programa de deportes trabaja junto con el componente de Acción del programa CAS. Una persona profesional en el deporte apoya el área de la salud y la actividad física de los estudiantes de UWCCR. A través de actividades deportivas en días laborables y fines de semana, un seguimiento individualizado y un plan de trabajo estricto, el objetivo del programa es llevar el deporte a los estudiantes la oportunidad de disfrutar de un estilo de vida saludable y el desarrollo de hábitos deportivos que pueden durar toda la vida. 

### Programa de Música
El programa de música ofrece a los estudiantes la posibilidad de participar en conciertos y diferentes actividades durante todo el año escolar. Estas actividades tienen lugar tanto en el campus y fuera del campus.

## Programas de Vida Estudiantil
'Objetivo: "Ofrecer un sistema eficiente de las redes de apoyo para los estudiantes y desarrollar un ambiente hogareño fuera de casa donde todos los miembros de la comunidad participen activamente de acuerdo con UWCCR y los valores y pilares de UWC, el entendimiento intercultural, la experiencia de la paz y la protección del medio ambiente ". 

### Programa de Salud Integral
El trabajo del Programa Integrado de Salud se basa en la educación y la prevención. Su objetivo es formar a la comunidad de la Escuela para desarrollar un estilo de vida saludable. Se centra su atención en el desarrollo físico, emocional y psicológico, así como en la práctica de deportes, y el fortalecimiento de habilidades para la vida. 

### Programas sociales y culturales
Este programa tiene como objetivo ofrecer espacios para el intercambio social y cultural. El programa fomenta la organización de eventos regulares y opcionales culturales y sociales en donde los estudiantado. Estos eventos pueden ser organizados para toda la comunidad o para grupos más pequeños de las residencias, los grupos de tutor, o cualquier otro grupo, como geográficos o grupos étnicos. 

### Programa de Familia Anfitriona
Este programa está destinado para que los estudiantes puedan pasar tiempo con las familias costarricenses o familias de extranjeros radicados en Costa Rica. A través de este programa, los estudiantes y las familias deben beneficiarse del intercambio de costumbres, ideas, y la cultura. 

### Programa de Mediación
Sobre la base de los pilares de la universidad, y en particular el pilar de la transformación de conflictos, el objetivo es el Colegio promueve una cultura de diálogo, el respeto y la tolerancia como parte de la vida cotidiana de su comunidad. Por lo tanto, los esfuerzos están enfocados a resolver los conflictos a través de los elementos mencionados cuando sea posible. Mediación se utiliza para reparar y reconstruir de una manera positiva las relaciones entre los miembros de la comunidad. Cada año, un grupo de estudiantes está entrenado en este tema para facilitar los procesos de resolución de conflictos y las diferencias entre los estudiantes. 

### Programa de Servicio de Estudiantes
Este programa apoya a los estudiantes en todos los asuntos relacionados con los procesos de migración antes de su llegada, durante su estancia, y al salir del país. También apoya a los estudiantes con las cuestiones de transporte local e internacional. 

### Programa de Emergencias
Este programa abarca la prevención y atención de emergencias y accidentes individuales, grupales o institucionales. Esto incluye cuestiones de salud, problemas en la infraestructura, los asuntos externos que pueden afectar el Colegio, como desastres naturales. 

## Estructura de apoyo en la vida residencial

### 1. Residencia Coordinador
El Coordinador de residencia es un miembro del personal que apoya a los estudiantes durante el año escolar en la vida de la comunidad y con sus necesidades emocionales para hacer su estancia mejor en el colegio. 
Cada coordinador se encarga de una residencia y tiene una reunión semanal con sus miembros. Estas reuniones tienen por objeto analizar la organización interna, las normas internas, los derechos de la limpieza, los derechos y deberes, entre otros. Por otra parte, el coordinador puede tomar las decisiones necesarias para el buen funcionamiento de la residencia y el cumplimiento de los objetivos institucionales. Una relación de confianza que se espera. Por otra parte, el Coordinador de residencia se espera fortalecer la convivencia en grupo a través de diferentes espacios. 

### 2. Tutor
Un miembro del personal docente se encarga de prestar apoyo, guía y orientación a un grupo de estudiantes, especialmente en el ámbito académico. El tutor actúa como un consejero y un guía al tratar de obtener la mejora continuación de los estudiantes en las actividades co curriculares, así como en la vida de la comunidad. Una relación de confianza que se espera que el estudiante se siente apoyado y guiado para mejorar constantemente. 
Los tutores también pueden intervenir en los procesos disciplinarios de los estudiantes que cumple un papel de apoyo y prevención.

### 3. Psicología
El Colegio cuenta con dos psicólogos que evaluar las necesidades emocionales de los estudiantes. Apoyan estudiantes cuando sea necesario o refieren a profesionales externos en función de las necesidades. También trabajan en la prevención en los temas que se encuentran como prioridades para la comunidad. Tanto los psicólogos viven en el campus y también están los coordinadores de residencia. Por lo tanto, están en contacto estrecho y permanente con los estudiantes. Ellos son parte del Programa Integrado de Salud. 

### 4. Enfermería
La enfermera proporciona el apoyo necesario y adecuado en la salud física. Su trabajo se centra en la prevención y la intervención. La enfermera proporciona la atención necesaria a los estudiantes y que se refiere a los estudiantes al médico cuando se considere necesario. La enfermera es parte del Programa Integrado de Salud y también evalúa las comidas servidas en el Colegio. 

### 5. Coordinador de Servicios Estudiantiles
Esta persona apoya a los estudiantes en materia de migración y coordina el transporte local e internacional. 

### 6. Los equipos de emergencia
Estos equipos están integrados por miembros de todas las áreas del Colegio, incluyendo tanto los estudiantes y miembros del personal. También actúan en caso de emergencia. Ellos están preparados de acuerdo a las necesidades del programa. 